# Библейский пояс

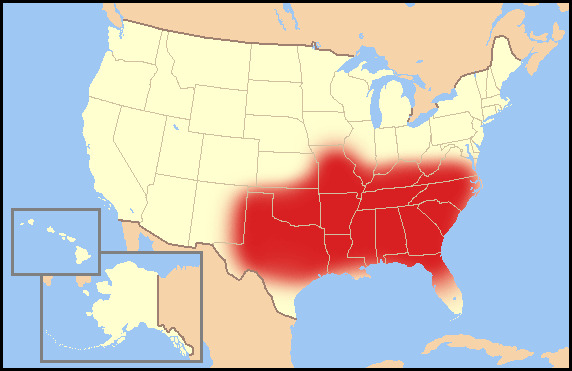
Библейский пояс США

Библейский пояс (англ. Bible Belt) — регион в Соединённых Штатах Америки, в котором одним из основных аспектов культуры является евангельский протестантизм. Ядром Библейского пояса традиционно являются южные штаты. Связано это в том числе с тем, что здесь наиболее сильны позиции Южной баптистской конвенции, одного из крупнейших религиозных объединений США.

## География
Чётких границ у Библейского пояса не существует, однако приблизительно он простирается от Техаса на юго-западе и Канзаса на северо-западе до восточного побережья страны, где доходит до Виргинии на северо-востоке и Флориды на юго-востоке. Фактически Библейский пояс тождественен Юго-Востоку США.

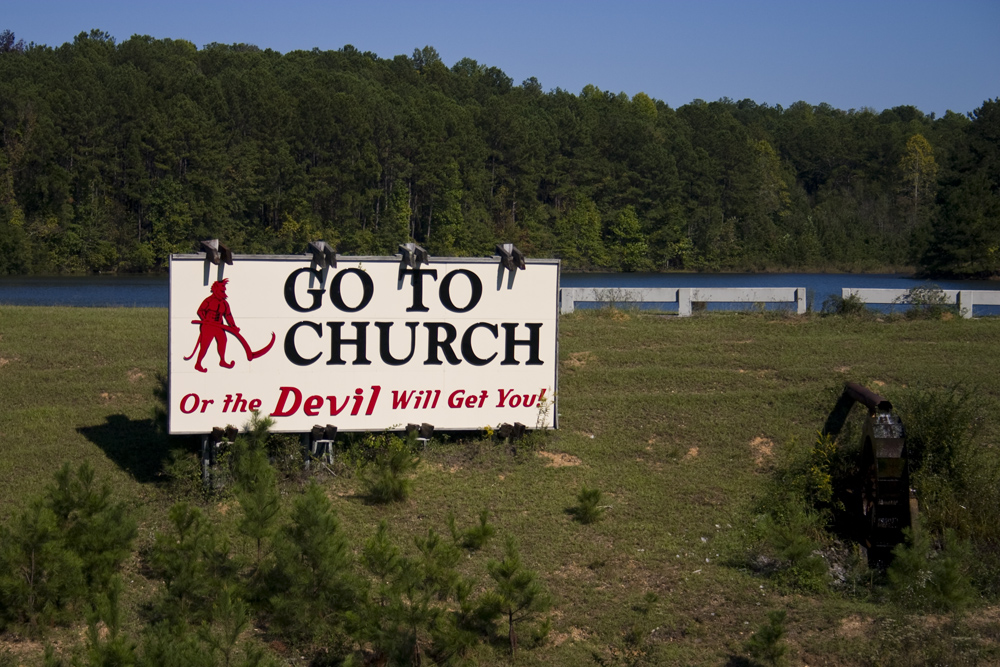
Билборд с надписью «Идите в церковь или вас приберёт дьявол!» в Алабаме

## Политика
В политическом отношении штаты Библейского пояса из-за сильной религиозности населения относятся скорее к консервативному избирательному спектру. Как правило, со второй половины XX века в Библейском поясе выборы выигрывают республиканцы, как это было и на Президентских выборах в 2004 году.

## Другое
Город Нэшвилл в штате Теннесси часто называет себя «пряжкой Библейского пояса» (Buckle of the Bible Belt), потому что там часто носят чрезмерно крупные пряжки исполнителей музыки кантри, а также то, что в нём представлены многочисленные протестантские конфессии. Иногда право на подобное название оспаривает и город Талса в штате Оклахома.
Иногда Библейский пояс шуточно называют поясом верности.[значимость факта?]